# أحمد علوي السقاف
أحمد علوي السقاف (1298 - 1378 هـ) فقيه وعالم بأصول الدين الإسلامي ثم أصبح سياسيا ورجل دولة في الحكومات الهاشمية في الحجاز والعراق والأردن. عينه الأمير عبد الله بن الحسين في منصب قاضي القضاة في الحكومة الأردنية، حيث تولى العديد من المناصب الوزارية الأردنية، إضافة إلى توليه منصب رئيس الديوان الأميري.

## نسبه
أحمد بن علوي بن أحمد بن عبد الرحمن بن محمد بن عبد الله بن حسين بن عيدروس بن أحمد بن أبي بكر باعقيل بن عبد الرحمن بن عمر بن عبد الرحمن بن عقيل بن عبد الرحمن السقاف بن محمد مولى الدويلة بن علي بن علوي الغيور بن الفقيه المقدم محمد بن علي بن محمد صاحب مرباط بن علي خالع قسم بن علوي بن محمد بن علوي بن عبيد الله بن أحمد المهاجر بن عيسى بن محمد النقيب بن علي العريضي بن جعفر الصادق بن محمد الباقر بن علي زين العابدين بن الحسين السبط بن الإمام علي بن أبي طالب، والإمام علي زوج فاطمة بنت محمد ﷺ.
فهو الحفيد 34 لرسول الله محمد ﷺ في سلسلة نسبه.

## مولده ونشأته
ولد في مكة في الثالث من شهر ذي الحجة سنة 1298 هـ الموافق للسابع والعشرين من شهر أكتوبر عام 1881 م، ونشأ وترعرع في حجر والده علوي بن أحمد السقاف نقيب السادة العلويين في مكة المكرمة، وتلقى تعليمًا خاصًا على يديه بالإضافة إلى علماء مكة المكرمة في ذلك الوقت، وحفظ القرآن الكريم، وحفظ منظومات العلوم لوالده وشرحها، وتعلم متون وحواشي مختلفة في فنون عديدة حتى أنه قرأ في علم الفلك والتشريح والحساب والجبر وآداب البحث والمناظرة والمنطق وغيرها.

## مناصبه
في عام 1916 م انضم إلى الثورة العربية الكبرى بقيادة الشريف الحسين بن علي وعينه رئيسا لديوانه وكان يلقب برئيس الديوان "ابن صاحب الترشيح"، نسبة إلى كتاب والده وعنوانه «ترشيح المستفيدين في فقه الشافعية»، واستمر كذلك رئيسًا لديوان الملك علي بن الحسين حتى عام 1926 م. وبعد سقوط مملكة الحجاز الهاشمية بيد الحكومة السعودية في تلك السنة، ألقي القبض عليه وحكم عليه بالإعدام، ثم استبدل الحكم بالنفي إلى مدينة عدن اليمنية حيث قضى سنوات من حياته منفيًا هناك، واستمر كذلك إلى حوالي 1932 م، إذ توسط له الملك فيصل الأول (ملك العراق) لدى الحكومة الإنجليزية بالسماح له بالسفر إلى العراق، والالتحاق به، وتم ذلك واستمر بالإقامة بالعراق حتى عام 1938 م. بعدها انتقل إلى الأردن بطلب من الأمير عبد الله بن الحسين، وعينه في منصب قاضي القضاة في الحكومة الأردنية، وتول العديد من المناصب الوزارية الأردنية وهي كما يلي:
- قاضي القضاة في حكومة توفيق أبو الهدى الأولى خلال الفترة (28 / 9 / 1938 - 6 / 8 / 1939 م).
- قاضي القضاة ووزير المعارف في حكومة توفيق أبو الهدى الثانية خلال الفترة (6 / 8 / 1939 - 24 / 9 / 1940 م).
- قاضي القضاة ووزير المعارف في حكومة توفيق أبو الهدى الثالثة خلال الفترة (24 / 9 / 1940 - 27 / 7 / 1941 م).
- قاضي القضاة ووزير العدلية في حكومة توفيق أبو الهدى الرابعة خلال الفترة (27 / 7 / 1941 - 6 / 12 / 1942 م)، حيث تم التعديل على هذه الحكومة وعين قاضيا للقضاة ووزيرا للمعارف في 6 / 12 / 1942 م، واستمر حتى استقالة هذه الحكومة في 18 / 5 / 1943 م.
- قاضي القضاة ووزير العدلية في حكومة توفيق أبو الهدى الخامسة خلال الفترة (18 / 5 / 1943 - 13 / 7 / 1944 م) وجرى تعديل على منصب السيد أحمد علوي السقاف حيث تولى منصب قاضي القضاة ووزير للمعارف في نفس الحكومة خلال الفترة (13 / 7 / 1944 - 14 / 10 / 1944 م)، ثم عين بمنصب رئيس الديوان بتاريخ 15 / 10 / 1944 م حتى 8 / 2 / 1947 م، ثم عين ولده هاشم بعد ذلك رئيسًا للتشريفات وأمينًا أول للملك عبد الله.[3]

## وفاته
توفي في الخامس عشر من شهر شوال سنة 1378 هـ الموافق للثالث والعشرين من شهر أبريل عام 1959 م، ودفن في عمان بالمقابر الملكية.

### استشهادات
1. ↑  الشيخ أحمد علوي السقاف | مئوية الثورة العربية الكبرى نسخة محفوظة 05 يوليو 2017 على موقع واي باك مشين.
2. ↑  "وزراء آل السقَّاف". المدينة الإخبارية. مؤرشف من الأصل في 2019-08-27.
3. ↑  "أوراق ... منسية : الشيخ أحمد علوي السقاف.. من الإعدام إلى كرسي قاضي القضاة والوزارة". جريدة الدستور. مؤرشف من الأصل في 2020-03-15.